# Henning Brandis (Bürgermeister)
Henning Brandis (geboren 22. März 1454 in Hildesheim; gestorben 29. März 1529 in Hannover) war ein deutscher Kommunalpolitiker, Hildesheimer Bürgermeister und Geschichtsschreiber.

## Leben
Henning Brandis war Mitglied einer sehr wohlhabenden Hildesheimer Familie und wurde als Sohn des Tuchkaufmanns Hans Brandis (1415–1481) und der Ilsebe (gestorben 1477), Tochter des Henning Winkelmann geboren. Sein älterer Bruder Tilo Brandis wurde später Propst zum Heiligen Kreuz in Hildesheim.
Brandis erlangte aufgrund seiner Besonnenheit und Mäßigung sowie des Reichtums seiner Familie schon in frühen Jahren Zugang zu sämtlichen Ämtern der Stadt Hildesheim. Zum Bürgermeister gewählt, errang er zur Zeit der Braunschweiger Stadtfehde im Jahr 1493 den Sieg bei Bleckenstedt. Als er jedoch 1501 eine Münzreform beabsichtigte, ein Skandal um eine Mitgift in seiner Verwandtschaft den Unwillen der Bürgerschaft erregte und in diesem Streit Brandis Bruder Tilo dann auch noch die römische Rota anrief, wuchs die Erregung bei den Einwohnern Hildesheims so stark an, dass beide Brüder die Stadt verlassen mussten. Der Streit endete erst 1516 mit einem Vergleich.
Während der Hildesheimer Stiftsfehde sah sich die Bürgerschaft aufgrund der allgemeinen Not gezwungen, Henning Brandis abermals zum Bürgermeister zu wählen. Doch er konnten den unglücklichen Ausgang der Fehde nicht mehr abwenden und musste Hildesheim schließlich für immer verlassen.
Ab seinem 18. Lebensjahr bis zum Jahr 1528 verzeichnete Henning Brandis alles, was er für bemerkenswert hielt, „chronikalisch in seinen Diarien“. Dieses sogenannte „Binnen- und Butenbok“ ragt unter anderen zeitgenössischen Chroniken „durch ihre Unmittelbarkeit, Zuverlässigkeit und Anschaulichkeit“ heraus. Die Originalschrift ist zwar nicht mehr vorhanden, doch Brandis’ Sohn Tile Brandis stellte die ab 1513 verfassten Notizen seines Vaters zusammen und fügte diesen seine eigenen Erlebnisse ab dem Jahr 1528 an. Ebenso wie die Aufzeichnungen seines Vaters gelten auch diejenigen von Tile Brandis als zuverlässig.
Henning Brandis soll in der Kapelle Unserer lieben Frauen der Marktkirche neben seinem Schwiegervater Hans Blome beigesetzt worden sein; tatsächlich aber wohl an der an die Marktkirche angebauten ehemaligen St. Annen-Kapelle, an der neben Blome auch dessen Enkelin Dorothea Garßen bestattet wurden.

## Familie
Brandis heiratete am 17. September 1476 Anna von Alten (gestorben 1478). Am 2. Januar 1480 ging er eine weitere Ehe mit Geseke Breier ein (gestorben 1507). Mit seiner am 12. November 1508 angetrauten Ehefrau Adelheid, Tochter des Bürgermeisters Hans Blome aus Hannover hatte er unter anderem ebenfalls mehrmals zum Hildesheimer Bürgermeister gewählten Söhne Joachim Brandis der Ältere (1516–1597) sowie den an der Pest verstorbenen Tile Brandis (1511–1566).

## Schriften
- Diarium Brandisiense